# Hymenosphecia
Hymenosphecia é um gênero de traça pertencente à família Brachodidae.